# Brian Roberts (beisbolista)
Brian Michael Roberts (9 de octubre de 1977) es un exsegunda base estadounidense de béisbol profesional que jugó en Grandes Ligas con los Baltimore Orioles y New York Yankees.

## Carrera profesional

### Baltimore Orioles
Roberts fue seleccionado por los Orioles de Baltimore en la primera ronda del draft de 1999. Debutó en Grandes Ligas el 14 de junio de 2001 y jugó un total de 75 encuentros con los Orioles durante la temporada, registrando promedio de bateo de .253.
En 2002, jugó en 38 juegos con los Orioles registrando promedio de .227 y 22 bases robadas en 26 intentos. También jugó con el equipo filial de Clase AAA, los Rochester Red Wings.
En 2003, fue llamado por los Orioles en mayo para reemplazar al lesionado segunda base Jerry Hairston Jr.. En su segundo juego de la temporada, conectó un grand slam ganador ante los Angelinos de Anaheim, el primero de su carrera en cualquier nivel. Finalizó la campaña con promedio de .270 en 112 juegos y 23 robos en 29 intentos.
En 2004, Roberts inició la temporada como segunda base titular del equipo luego que Hairston se fracturara un dedo en los entrenamientos primaverales. Durante la segunda semana de agosto, Roberts registró promedio de .531, por lo que fue nombrado el Jugador de la Semana de la Liga Americana. Finalizó la temporada con promedio de .273 y lideró la Liga Americana con 50 dobles, una nueva marca para un bateador ambidiestro, superando también a Cal Ripken Jr. para establecer un nuevo récord de la franquicia.
En 2005, Roberts lideró la Liga Americana en promedio de bateo durante los primeros meses de la temporada, y gracias a su emergente ofensiva, fue escogido como el segunda base titular del Juego de Estrellas, su primera invitación a dicho encuentro. El 20 de septiembre, se dislocó el hombro en una colisión con Bubba Crosby de los Yanquis de Nueva York, por lo que no jugó por el resto de la temporada.
En 2006, se recuperó de su lesión del año anterior y registró promedio de .286 con 85 carreras anotadas, 55 carreras impulsadas y 36 bases robadas, a pesar de pasar parte del mes de mayo en la lista de lesionados.
En 2007, estableció una marca personal con 50 bases robadas, igualando a Carl Crawford como líderes de la Liga Americana en dicha estadística, y fue invitado al segundo Juego de Estrellas de su carrera.
En 2008, conectó el hit 1,000 de su carrera el 24 de junio ante los Cachorros de Chicago, y conectó su doble 250 el 28 de julio ante los Yanquis de Nueva York.
En 2009, el 20 de febrero Roberts acordó una extensión de contrato con los Orioles por cuatro años y $40 millones. Debido a una lesión del segunda base de los Medias Rojas de Boston Dustin Pedroia, Roberts fue añadido a la plantilla de Estados Unidos para el Clásico Mundial de Béisbol 2009, donde bateó para promedio de .438 en cuatro juegos. Durante la temporada regular, estableció una nueva marca en Grandes Ligas para un bateador ambidiestro con 56 dobles conectados, liderando todas las mayores en dicha categoría.
Roberts se perdió gran parte del entrenamiento de primavera de 2010 por una hernia de disco en la espalda baja. Se recuperó a tiempo para el Día Inaugural, pero comenzó la temporada con solo dos hits en 14 turnos antes de sufrir una distensión abdominal robando la segunda base y ser incluido en la lista de lesionados de 15 días. El 12 de julio comenzó a participar en juegos de rehabilitación, representando la primera vez que estaba en el terreno de juego desde el 10 de abril. El 23 de julio, regresó al primer lugar de la alineación de los Orioles por primera vez desde el 9 de abril.

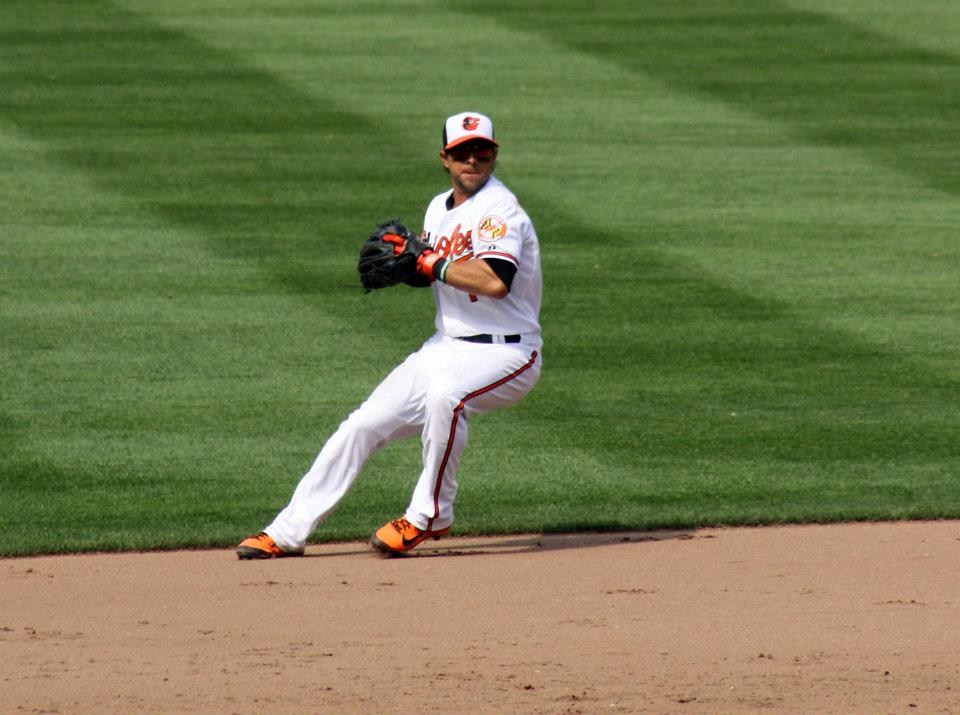
Brian Roberts con los Orioles de Baltimore en 2012.

El 27 de septiembre de 2010, sufrió una conmoción cerebral después de golpearse en la cabeza con su bate en un gesto de frustración. Sufrió su segunda conmoción cerebral el 16 de mayo de 2011, cuando se deslizó en la primera base de cabeza y golpeó la parte posterior de su cabeza. No regresó por el resto de la temporada.
Durante el comienzo de la temporada 2012, Roberts continuó su estancia en la lista de lesionados, pero viajó con el equipo y se mantuvo como miembro activo del dugout. El 23 de mayo inició su período de rehabilitación con los Bowie Baysox de Clase AA. Roberts regresó a los Orioles el 12 de junio de 2012, iniciando en la segunda base. Sin embargo, una lesión de la ingle lo devolvió a la lista de lesionados el 3 de julio, y después de un breve intento de rehabilitación, eligió someterse a una cirugía de cadera  el 29 de julio con la esperanza de regresar al entrenamiento de primavera en 2013.
En el entrenamiento de primavera de 2013, informó que no tenía el síndrome de post-conmoción cerebral resultante de su conmoción cerebral de 2011. El 4 de abril, durante el tercer juego de la temporada de los Orioles, Roberts se rompió un tendón detrás de la rodilla derecha mientras robaba la segunda base en la novena entrada de una victoria por 6-3 sobre los Rays de Tampa Bay. Fue colocado en la lista de lesionados, con un tiempo de inactividad esperado de tres a cuatro semanas.

### New York Yankees
Roberts se convirtió en agente libre por primera vez en su carrera al finalizar la temporada 2013. Firmó un contrato por un año y $2 millones con los Yanquis de Nueva York, pero el 1 de agosto de 2014 fue colocado en asignación y liberado el 9 de agosto. En 91 juegos con los Yanquis, registró promedio de .237 con cinco jonrones, 21 impulsadas y 7 bases robadas.

### Retiro
El 17 de octubre de 2014, Roberts anunció su retiro como beisbolista profesional, argumentando no sentirse capaz de jugar al nivel que quisiera.

## Vida personal
Roberts ha dado testimonio de su fe cristiana, comentando que "si no mantienes tu enfoque en Dios, puedes caer fácilmente en las tentaciones de este mundo", haciendo alusión a su consumo de esteroides en 2003.